# 40-es villamos (Budapest)
A budapesti 40-es jelzésű villamos Pestlőrinc, Béke tér és Pestimre, Vasút utca között közlekedett. A viszonylatot a Budapesti Közlekedési Vállalat üzemeltette.

## Története
1912-ben indult időszakos járatként Rókus kórház és Népliget között, de 1913. május 28-ától a Ferencvárosi pályaudvarig közlekedett. Ez volt a BVVV történetének legszerényebb forgalmú járata, 1913-ban 9000-en, 1914-ben már csak 8000-en utaztak rajta. 1915-ben már nem is indult el.
Az első világháború vége előtt indult el Nagyvárad tér és Kispest, Gyár utca között. 1919 novemberében megszüntették, 1920. január 1-jétől ismét közlekedett egészen 1944. szeptember 27-ig, amikor ismét mellőzték.
1945. április 24-én 40A jelzéssel indult betétjárat Kispest, Határ út és Nagyvárad tér között, de csak tíz napon át közlekedett.
1947. augusztus 2-ától a Pestszentlőrinc, Béke tér – Királyhágó utca – Marx Károly (ma Nemes) utca – Pestszentimre, Deák Ferenc utca útvonalon felavatott új villamosvonal kapta a 40-es számjelzést. 1955. november 8-án 9 órakor útvonala Pestimre, Vasút utcáig hosszabbodott. 1975. augusztus 3-án megszűnt, pótlására a BKV a 93Y jelzéssel buszjáratot indított.

## Útvonala
| Pestimre, Vasút utca felé                                             | Pestlőrinc, Béke tér felé                                             |
| --------------------------------------------------------------------- | --------------------------------------------------------------------- |
| Pestlőrinc, Béke tér vá. – Vörös fény utca – Pestimre, Vasút utca vá. | Pestimre, Vasút utca vá. – Vörös fény utca – Pestlőrinc, Béke tér vá. |

## Megállóhelyei
| 0 | Pestlőrinc, Béke tér végállomás | 8 | 50 35, 135                    |
| 1 | Beszterce utca                  | 7 |                               |
| 2 | Halomi út                       | 6 |                               |
| 3 | Alacskai út                     | 5 |                               |
| 4 | Kavicsbánya                     | 4 |                               |
| 5 | Damjanich utca                  | 3 |                               |
| 6 | Stefánia utca                   | 2 |                               |
| 7 | Ady Endre utca                  | 1 |                               |
| 8 | Pestimre, Vasút utca végállomás | 0 | 51 54, 94, 154, 154E Pestimre |